# Миротворац (филм из 1997)
Миротворац (енгл. The Peacemaker) је амерички акциони филм из 1997.